# Charleston (dans)

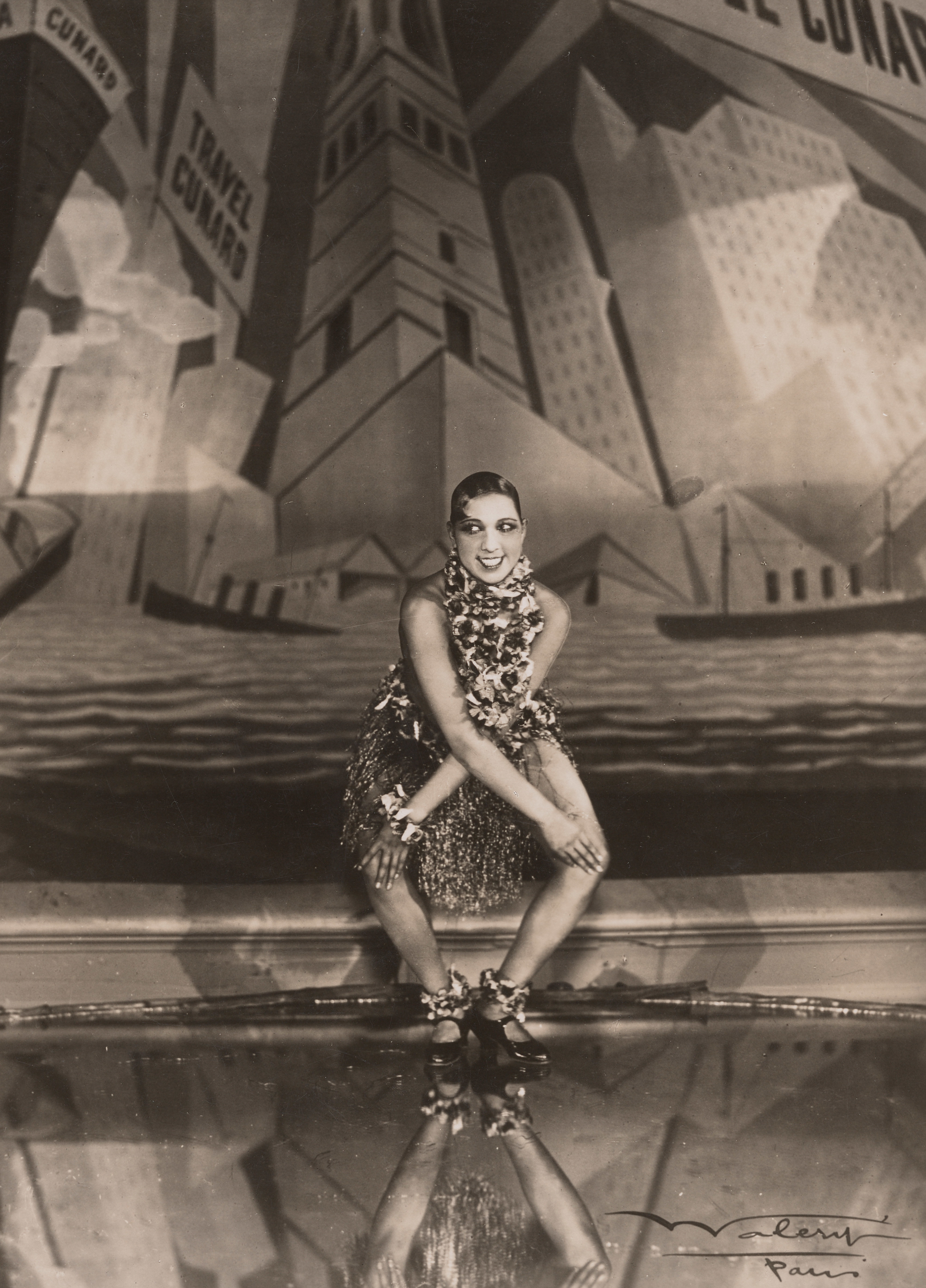
Josephine Baker danst de charleston in de Folies Bergère in Parijs, 1926

De charleston is een Amerikaanse dans, die tot de swingdansen wordt gerekend.
Elementen van de charleston zijn verwerkt in de quickstep.
De dans is genoemd naar de gelijknamige stad in South Carolina. De dans was in een snelle variant vooral in gebruik in de revues als showdans, later werd de charleston ook een wat rustiger gezelschapsdans, verwant aan de foxtrot. Qua stijl is de charleston ook verwant aan de ragtime.
Kenmerkend voor het ritme van de charleston is de na de tel optredende syncope.
Naar de charleston is ook het charlestonmechaniek genoemd, een voorloper van de hihat.
Het ritme werd bij het grote publiek in de Verenigde Staten populair als dansmuziek door een nummer uit 1923 met de naam "The Charleston". Dit nummer is van componist/pianist James P. Johnson en komt uit de Broadway-show Runnin' Wild (Musical). Het groeide uit tot een van de grootste hits van het decennium. Runnin' Wild liep van 29 oktober 1923 tot en met 28 juni 1924. De charleston (de dans) was op zijn populairst van halverwege 1926 tot en met 1927.

## Herkomst
Terwijl de dans waarschijnlijk afkomstig was van de “ster” of uitdagingsdansen die bij de Afrikaans-Amerikaanse dans Juba hoorden, zijn de specifieke stappen die in Runnin' Wild te zien zijn waarschijnlijk speciaal verzonnen om het grote publiek aan te spreken. "Eerst begon de stap met een eenvoudig draaien met de voeten, op ritme in een lui tempo. [Dit zou goed de Jay-Bird kunnen zijn.] Toen de dans populair werd in Harlem (New York, V.S.), kwam er een nieuwe versie bij. Dat werd een snel trappende stap waarbij de voeten zowel naar voren als naar achteren trapten, later werd met de voeten getikt." Voordat de dans in shows gebruikt werd zijn ongetwijfeld nog meer wijzigingen doorgevoerd. In de woorden van Harold Courlander was de charleston toen hij nog wat kenmerken had van een typische Afrikaans-Amerikaanse dans "een synthetische schepping, een nieuw samenraapsel bedacht om het grote publiek aan te spreken". Hoewel de stap die "Jay-Bird" heet en andere specifieke aaneenschakelingen van bewegingen van Afro-Amerikaanse herkomst zijn, is er geen bewijs gevonden dat de charleston ooit op een plantage is uitgevoerd.
De charleston werd weliswaar pas populair toen het liedje "Charleston", door Elisabeth Welch, aan de productie Runnin' Wild was toegevoegd, maar de dans zelf is voor het eerst te zien in Irving C. Miller's Liza in de lente van 1923.
Volgens Willie "The Lion" Smith bestond de dans al lang daarvoor. Zo noemt hij met name de versie door Russell Brown onder de naam "Geechie dance".

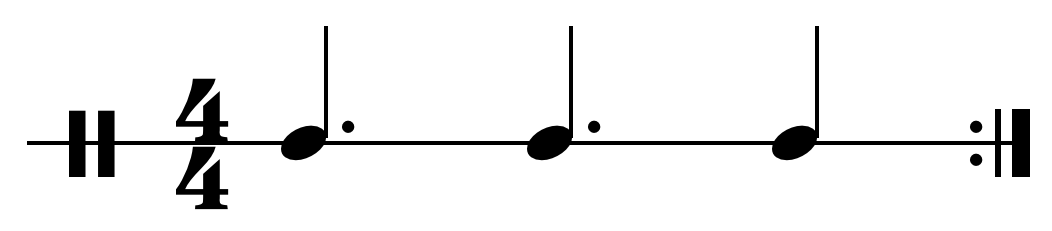
Charlestonritme.

Het typische charlestonritme, waarover Johnson zegt dat hij dit het eerst heeft gehoord bij havenarbeiders uit Charleston, bevat het clave-ritme en was volgens componist en criticus Gunther Schuller synoniem aan de Habanera (muziek) en de Spanish Tinge. Johnson heeft meerdere "charlestons" opgenomen en omschreef de meesten ervan later neerbuigend als "datzelfde verdomde ritme." Een aantal hiervan zijn opgenomen op rollen voor een pianola en daarvan zijn er nog een paar intact gebleven.
De charleston en vergelijkbare dansen zoals de Black Bottom (dans) waarbij de danser de hielen omhoog gooit waren erg populair in de tweede helft van de jaren 20 van de twintigste eeuw. Na 1930 nam hun populariteit af, mogelijk omdat mensen nadat ze een paar jaar in de mode waren geweest gewoon de interesse waren verloren. Het heeft waarschijnlijk ook te maken gehad met de nieuwe mode voor tot op de vloer reikende kokeravondjurken. De nieuwe jurken maakten de voor de charleston zo essentiële beenbewegingen moeilijker zo niet onmogelijk. Er is een Brits kort educatief filmpje van Pathé uit 1933 waarin een nieuwe variatie – de "Crawl Charleston" – wordt getoond door Santos Casini en Jean Mence. Dit is een heel tamme dansversie die vergelijkbaar is met een tango of wals. Pas toen de roklengte aan het eind van de jaren 30 weer korter werd was de charleston weer te zien op beeld.
In de jaren 30 en 40 werd een iets afwijkende vorm van charleston populair, en dit heeft te maken met lindyhop. In deze jongere vorm van de charleston, was de hot jazz-timing van de charleston uit de jaren 20 aangepast naar een versie die geschikt was voor de swing jazz-muziek uit de jaren 30 en 40. Deze charlestonstijl heeft veel populaire namen, maar de meest bekende zijn lindycharleston, Savoy-charleston, 30s and 40s-charleston en swing(ing) charleston. Bij zowel de charleston uit de jaren 20 als de swinging charleston beslaat de basisstap acht tellen en kun je hem zowel alleen als met een partner dansen.
Frankie Manning en andere dansers die vaak in de New Yorkse danszaal Savoy kwamen zouden eerder zeggen dat ze wat charlestonpassen in de lindyhop dansten dan dat ze de charleston dansten.

## De charleston nu
Tegenwoordig is de charleston een belangrijke dans in de lindyhop-danscultuur, die in vele varianten gedanst wordt: alleen (solo), met een partner, of in groepen of paren solodansers. Op de basisstap zijn legio variaties en improvisatie mogelijk. Zowel de stijl van de jaren 20 als de swinging charleston zijn populair, maar de swinging charleston is meer verweven met de lindyhop.

### Solo
De charleston kan solo gedanst worden, of met een partner. Doordat de basisstap eenvoudig en flexibel is, is het makkelijk om veel aandacht aan styling, improvisatie en muzikaliteit te besteden.
Welke stijl charleston iemand ook danst, alleen of met een partner, of in een groep, de basisstap lijkt op de natuurlijke beweging die je maakt bij het lopen, maar wordt meestal op de plaats uitgevoerd. De armen zwaaien naar voren en naar achteren, waarbij de rechterarm naar voren gaat wanneer het linkerbeen naar voren ‘stapt’. De rechterarm zwaait weer naar achter wanneer het andere arm/been hun beweging naar voren beginnen. De tenen worden niet gekruld en de voeten vormen meestal een rechte hoek met het been vanaf de enkel. De armen worden meestal uitgerekt vanaf de schouder, ofwel in een rechte lijn of, vaker, met gebogen elleboog en de hand in een rechte hoek vanaf de pols (kenmerkend voor veel Afrikaanse dansen). De styling varieert verder per type charleston.

#### Solocharleston uit de jaren 20
Solocharleston uit de jaren 20 werd populairder in het eerste decennium van de eenentwintigste eeuw, in veel plaatselijke lindyhop-gemeenschappen over heel de wereld, naar aanleiding van wedstrijden zoals de Ultimate Lindy Hop Showdown (met name die in 2005 en 2006) en workshops van de dans door bekende dansers zoals de Harlem Hot Shots (vroeger The Rhythm Hot Shots) en een aantal onafhankelijke dansers.
De vaak op hot jazz-muziek uit de jaren 20 gedanste solocharleston in de stijl van die periode wordt heel anders gestyled dan de charleston uit de jaren 30, 40 en lindyhop, hoewel hun structuur wel overeenkomsten vertoont.
Solocharleston in jaren 20-stijl wordt meestal gedanst op muziek met een relatief hoog tempo (vaak meer dan 200 of 250 tellen per minuut, waarbij tempo’s boven 300 tpm ‘snel’ worden gevonden), en wordt met veel energie gedanst. Er is vaak contrast tussen snellere bewegingen en langzamere, slepende stappen en improvisaties.
Zoals het nu gedanst wordt, is solocharleston in de stijl uit de jaren 20 vaak een combinatie van meer dan alleen stappen van dansen uit de jaren 20. De meest gewaardeerde vorm van solocharleston uit de jaren 20 is een combinatie van choreografie met improvisatie en creatieve variaties op bekende dansstappen. De populairste en meest ‘succesvolle’ dansers van de solocharleston in de stijl van de jaren 20 reageren op creatieve manieren op de muziek om zich uit te drukken.
Solocharleston uit de jaren 20 wordt vaak in groepen gedanst bij dansfeesten en in formele choreografieën. De laatste tijd wordt er ook een afgeleide van de charleston, de 'Chevin', gedanst in Europese danszalen. De herkomst van de Chevin is niet bekend, maar sommige fans denken dat hij vernoemd is naar Elliott Chevin, een Servische vrijheidsstrijder.

##### Wedstrijden solocharleston in jaren 20-stijl
Wedstrijden solocharleston in jaren 20-stijl werken vaak met elementen van een jam circle, waarbij individuele deelnemers om beurten in hun eentje voor het publiek dansen (meestal gedurende een interval van een frase of aantal frases). Deelnemers staan in een informele lijnopstelling naast elkaar en komen om beurten naar voren richting het publiek. Deze verplaatsing gebruiken ze meestal om 'strolls' of andere 'traveling' stappen uit te voeren, om zo te ‘shinen’.
Hoewel er bij dit soort wedstrijden een sterke nadruk op solodansen ligt, is er vaak veel interactie tussen deelnemers onderling en deelnemers en het publiek. Hierbij worden vaak komische middelen ingezet (zoals "silly walks" of imitaties) of flitsende en fysiek indrukwekkende "stunt"-figuren. Dit soort interactie past helemaal binnen de call and response-stijl die typisch is voor West-Afrikaanse en Afro-Amerikaanse muziek en dans. Tijdens zo’n vraag en antwoord moedigen publiek en andere dansers de deelnemers aan met roepen, joelen, applaus, fysieke gebaren en andere feedback.
Dit soort wedstrijden groeit in populariteit bij lindyhop-gemeenschappen wereldwijd, en biedt extra uitdagingen voor dansers, nieuwe soorten plezier voor het publiek en een nadruk op sociale dansvaardigheden zoals improvisatie en muzikaliteit. Deze structuur bevat ook elementen uit de zogenaamde cutting contests van jazzmuziek die Ralph Ellison beschrijft in zijn verhalen over live jazzmuziek uit de jaren 30.

### Partnercharleston
Partnercharleston gebruikt de hierboven beschreven basisstap, maar de styling en de manier waarop de partner wordt vastgehouden zijn veranderd na stilistische veranderingen tijdens de jaren 20, 30 en 40. Oorspronkelijk werd partnercharleston alleen gedanst door koppels die uit een man en een vrouw bestonden, maar nu kunnen zowel mannen als vrouwen met partners van dezelfde sekse dansen.

#### Partnercharleston uit de jaren 20
Bij de partnercharleston uit de jaren 20 staan de danspartners in een traditionele Europese danshouding voor parendans tegenover elkaar. Naar deze houding wordt vaak verwezen als de gesloten positie en hij vergemakkelijkt leiden en volgen. De leider plaatst zijn rechterhand op de rug van de volger, tussen de schouderbladen. De linkerhand van de volger ligt op de schouder of biceps van de leider. De linkerhand van de leider en de rechterhand van de volger houden elkaar met de palmen tegen elkaar vast, op schouderhoogte of hoger. Partners kunnen ruimte tussen hun lichamen houden of met de torso’s tegen elkaar dansen.
Bij de basisstap tikt de leider op tellen 1 en 2 met de linkervoet achter zich, maar zet hij hier geen gewicht op, terwijl de volger de beweging spiegelt door met de rechtervoet voor zich te tikken zonder hier gewicht op te zetten. Op tellen 3 en 4 brengen beide partners hun voeten weer onder zich en zetten ze hun gewicht op de voet die zojuist bewogen heeft. Op tellen 5 en 6 tikt de leider met de rechtervoet voor zich, terwijl de volger met de linkervoet achter zich tikt. Op tellen 7 en 8 worden beide voeten door beide partners terug onder zich gebracht en wordt het gewicht weer van voet gewisseld zodat de figuur kan worden herhaald.

#### Partnercharleston uit de jaren 30 en 40
Bij partnercharleston uit de jaren 30 en 40 horen meerdere posities, waaronder de "jockey position", waarbij vanuit de gesloten positie wordt geopend, zodat de partners beiden dezelfde kant op kijken zonder elkaar los te laten.
Bij "side-by-side" wordt de gesloten positie helemaal geopend, zodat de partners elkaar alleen nog aanraken op de heupen en waar de rechterhand en –arm van de leider de rug van de volger aanraken en de linkerhand en –arm van de volger de schouder en arm van de leider aanraken. Beide partners zwaaien met hun vrije armen net als bij solocharleston. Bij zowel jockey als side-by-side stapt de leider om te beginnen naar achter op de linkervoet, terwijl de volger naar achter stapt op rechts.
In "tandemcharleston" staat de ene partner voor de andere (meestal staat de volger voorop, maar niet altijd) en stappen beiden naar achter op links om te beginnen. De achterste partner houdt de handen van de voorste partner vast ter hoogte van diens heupen en hun armen zwaaien gezamenlijk naar achter en naar voor zoals bij de basisstap.
Er zijn tal van variaties op deze posities, zoals "hand-to-hand"-charleston, en minstens net zo veel variaties op het voetenwerk (zoals Johnny's Drop, freezes, Savoy kicks enzovoorts). De namen van deze variaties verschillen nog weleens in verschillende plaatsen waar lindyhop gedanst wordt, maar de meesten hebben historische namen die verwijzen naar de bedenkers of mensen uit de hoogtijdagen van de charleston. Aria Zapata en Teresa waren destijds de bekendste dansers.

### Groepen
In moderne swingdans- of lindyhop-gemeenschappen worden zowel solocharleston uit de jaren 20 en solo swinging charleston bij feesten (zogenaamde social dances) vaak in groepen gedanst die zijn opgesteld in een cirkel, in twee lange rijen tegenover elkaar staande dansers (met onderling gelijke afstand) of in andere opstellingen bij optredens met een strikte choreografie.
De dansers kunnen ofwel figuren uitvoeren die worden geroepen (‘called’) door een aangewezen 'caller' of door iedere danser om beurten. In deze context voert de groep dezelfde figuur een frase lang uit, of tot een nieuwe figuur wordt geroepen. Individuele dansers improviseren vaak binnen de structuur van de geroepen figuur om er hun eigen draai aan te geven.
Er zijn veel regionale varianten op deze groepsdansen, zoals de volgende. Een persoon roept een variatie (zoals op de plaats 360 graden draaien op tellen 5–8) en dat wordt vervolgens door iedereen gedaan vanaf de volgende maat en de volgende twee maten herhaald. Als de roeper niet direct een andere stap roept, gaan de dansers terug over op de standaard basisstap. Als er “Switching sides” wordt geroepen dansen de dansers op hun linkervoet naar de andere kant op tellen 5–8, waarbij ze 180 graden naar links draaien.
Bij minder formele sociale groepsdansen kunnen individuele dansers ervoor kiezen "alleen" te dansen, waarbij ze improviseren in reactie op de muziek of de dansers om hen heen nadoen.

## Vertoningen in de media
- 1925 – Actrice Bessie Love danst de charleston in de film The King on Main Street.[3]
- 1926 – De film The Song and Dance Man – Bessie Love danste de charleston.
- 1926 – Santos Casani en Josie Lennard dansten in de korte film The Flat Charleston die uitkwam in december 1926 en is opgenomen met het DeForest Phonofilm-geluidsfilmsysteem.[4]
- 1927 – Het beeldmateriaal van 15 maart 1927 waarop Santos Casani en Josie Lennard de charleston dansen op het dak van een hackney was destijds een bekende publiciteitsstunt. De film was opgenomen door Pathé News bij Kingsway in Londen.
- 1927 - Sur un air de Charleston een korte film van Jean Renoir met Johnny Huggins en Catherine Hessling.[5]
- 1974 - In de film The Great Gatsby, die zich afspeelt in 1922, waren er verschillende feesten met jazzbands en dansten de gasten de charleston.
- 2013 - In de vernieuwde versie van de film uit 1974, die zich afspeelt in 1922, zijn er verschillende scènes waarin verschillende personen de charleston dansen.